# أندريه فونتين
أندريه فونتين هو صحفي كندي، ولد في 6 مارس 1926 في Saint-Gédéon, Quebec ‏ في كندا، وتوفي في 30 يناير 2005 في مدينة كيبك في كندا.